# Ergebnisse der Kommunalwahlen in Eisenhüttenstadt
- Linke: 6
- Piraten: 1
- SPD: 8
- Grüne: 2
- BVFO: 4
- CDU: 3
- AfD: 8

In den folgenden Listen werden die Ergebnisse der Kommunalwahlen in Eisenhüttenstadt aufgelistet. Es werden die Ergebnisse der Wahlen zur Stadtverordnetenversammlung ab 1990 angegeben.
Das Feld der Partei, die bei der jeweiligen Wahl die meisten Stimmen bzw. Sitze erhalten hat, ist farblich gekennzeichnet.

## Parteien
- AfD: Alternative für Deutschland
- B.F.D.: Bund Freier Demokraten → FDP
- B’90/Grüne: Bündnis 90/Die Grünen → Grüne
- CDU: Christlich Demokratische Union Deutschlands
  - 1990 als: Christlich-Demokratische Union Deutschlands (DDR)
- DBD: Demokratische Bauernpartei Deutschlands
- DSU: Deutsche Soziale Union
- FDP: Freie Demokratische Partei
  - 1990: Freie Demokratische Partei der DDR
- Grüne: Bündnis 90/Die Grünen
  - 1990 als: Demokratie – Ökologie 90, Listenvereinigung von Bündnis 90, Grüne Partei in der DDR und SSB „Graue Panther“
- Linke: Die Linke (ab 2008)
  - bis 2003: PDS: Partei des Demokratischen Sozialismus
- Piraten: Piratenpartei Deutschland
- REP: Die Republikaner
- SPD: Sozialdemokratische Partei Deutschlands
  - 1990 als: Sozialdemokratische Partei in der DDR

## Wählergruppen
- Bublak: Einzelbewerber
- BVFO: Bürgervereinigung Fürstenberg/Oder
- DFD: Demokratischer Frauenbund Deutschlands
- VS: Volkssolidarität

## Abkürzung
- Wbt.: Wahlbeteiligung

## Wahlen zur Stadtverordnetenversammlung
Stimmenanteile der Parteien in Prozent
| Jahr   | Wbt. in % | Linke | SPD  | CDU  | BVFO | REP | FDP   | Grüne | AfD  | Piraten | Bublak |
| ------ | --------- | ----- | ---- | ---- | ---- | --- | ----- | ----- | ---- | ------- | ------ |
| 119901 | 64,0      | 25,5  | 23,1 | 24,9 |      |     | 29,32 | 5,9   |      |         |        |
| 1993   | 51,0      | 27,0  | 36,3 | 14,2 | 10,9 | 1,8 | 3,0   | 5,7   |      |         |        |
| 1998   | 72,0      | 27,1  | 40,1 | 18,6 | 7,6  | 5,2 |       | 1,4   |      |         |        |
| 2003   | 33,7      | 35,9  | 17,2 | 22,5 | 13,3 | 5,6 | 5,2   |       |      |         |        |
| 2008   | 42,3      | 34,8  | 27,5 | 12,8 | 12,6 | 4,4 | 5,4   | 2,5   |      |         |        |
| 2014   | 37,5      | 23,6  | 29,1 | 15,4 | 13,2 | 3,0 | 1,5   | 2,5   | 9,5  | 2,4     |        |
| 2019   | 47,2      | 17,7  | 25,3 | 11,3 | 11,7 |     |       | 5,8   | 24,0 | 2,2     | 2,0    |

Fußnote
1 1990: zusätzlich: DSU: 3,2 %, DBD: 2,4 %, DFD: 1,9 % und VS: 1,4 %

2 FDP: 3,6 % und B.F.D.: 5,7 % traten getrennt an
Sitzverteilung
| Jahr   | Gesamt | Linke | SPD | CDU | BVFO | REP | FDP | Grüne | AfD | Piraten |
| ------ | ------ | ----- | --- | --- | ---- | --- | --- | ----- | --- | ------- |
| 119901 | 51     | 13    | 12  | 13  |      |     | 252 | 3     |     |         |
| 1993   | 40     | 11    | 14  | 6   | 5    | 1   | 1   | 2     |     |         |
| 1998   | 40     | 11    | 16  | 7   | 3    | 2   |     | 1     |     |         |
| 2003   | 36     | 13    | 6   | 8   | 5    | 2   | 2   |       |     |         |
| 2008   | 32     | 11    | 9   | 4   | 4    | 1   | 2   | 1     |     |         |
| 2014   | 3313   | 8     | 9   | 5   | 4    | 1   |     | 1     | 2   | 1       |
| 2019   | 32     | 6     | 8   | 3   | 4    |     |     | 2     | 8   | 1       |

Fußnote
1 1990: zusätzlich: DSU: 2 Sitze, DBD: 1 Sitz, DFD: 1 Sitz und VS: 1 Sitz

2 FDP: 2 Sitze und B.F.D.: 3 Sitze traten getrennt an

3 Die AfD erhielt Stimmen für drei Sitze, konnte aber nur zwei besetzen, sodass sich die Gesamtsitzzahl um einen verringerte.